# Aetius-Zisterne

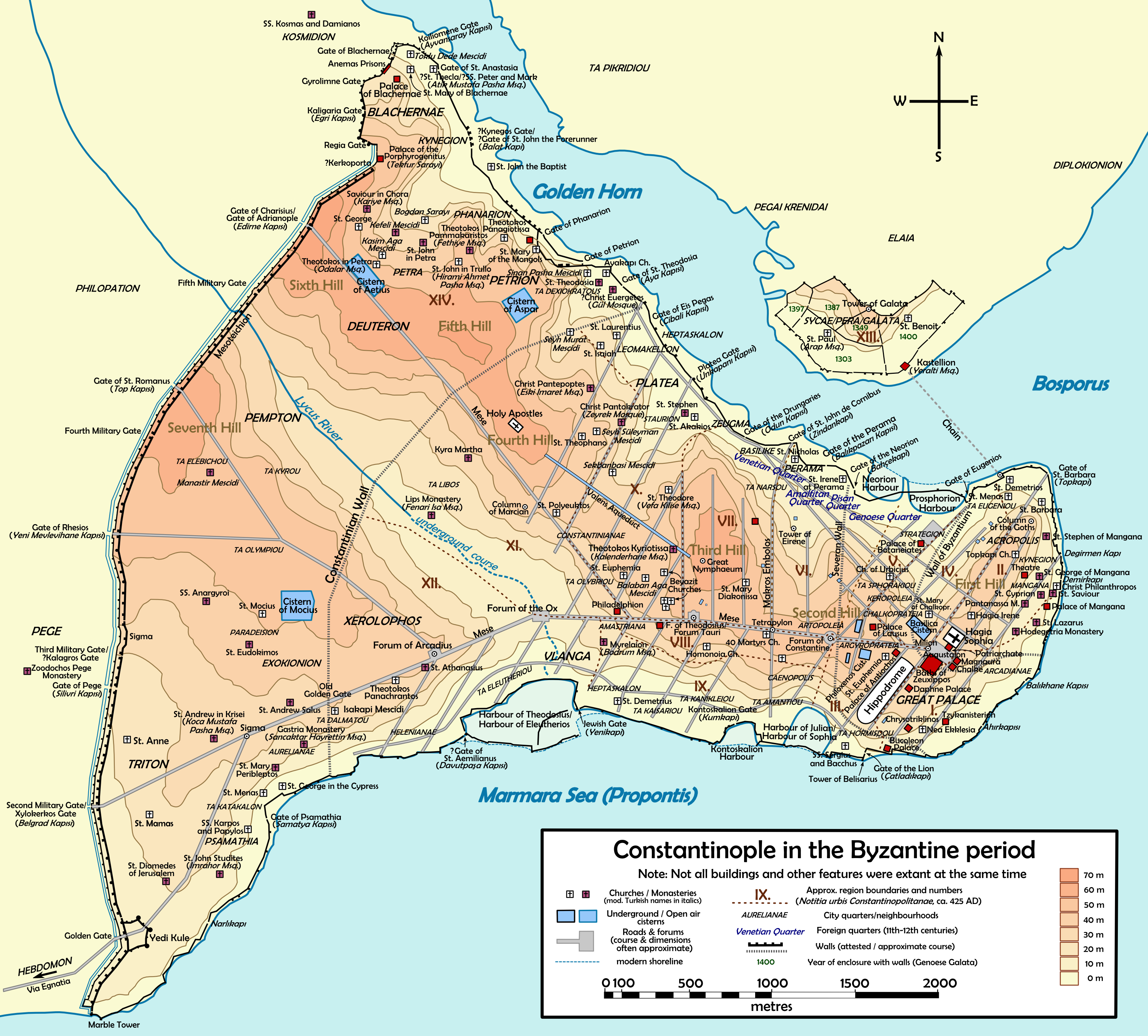
Karte des byzantinischen Konstantinopels. Die Zisterne lag im nördlichen Teil der Stadt südöstlich des Charisius-Tores.

Die Zisterne des Aetius (griechisch ἡ Κινστέρνη τοῦ Ἄετίου, türkisch Aetios Sarnıcı) war eine der größten offenen Zisternen im byzantinischen Konstantinopel. In osmanischer Zeit nannte man den Ort Çukurbostan (dt. Versunkener Garten). 1928 wurde hier das Karagümrük-Stadion (auch Vefa-Stadion) errichtet.

## Lage
Die Zisterne befand sich im heutigen Stadtviertel Karagümrük im Istanbuler Stadtbezirk Fatih an der Fevzi Paşa Caddesi. Zur Zeit Konstantinopels lag die Zisterne innerhalb der Theodosianischen Landmauer rund 300 Meter südöstlich des Charisius-Tores (türkisch Edirnekapı) in der XIV. Region der Stadt. Das Bauwerk lag am oberen Ende des Tales, das den fünften und den sechsten Hügel Konstantinopels trennte.

## Geschichte

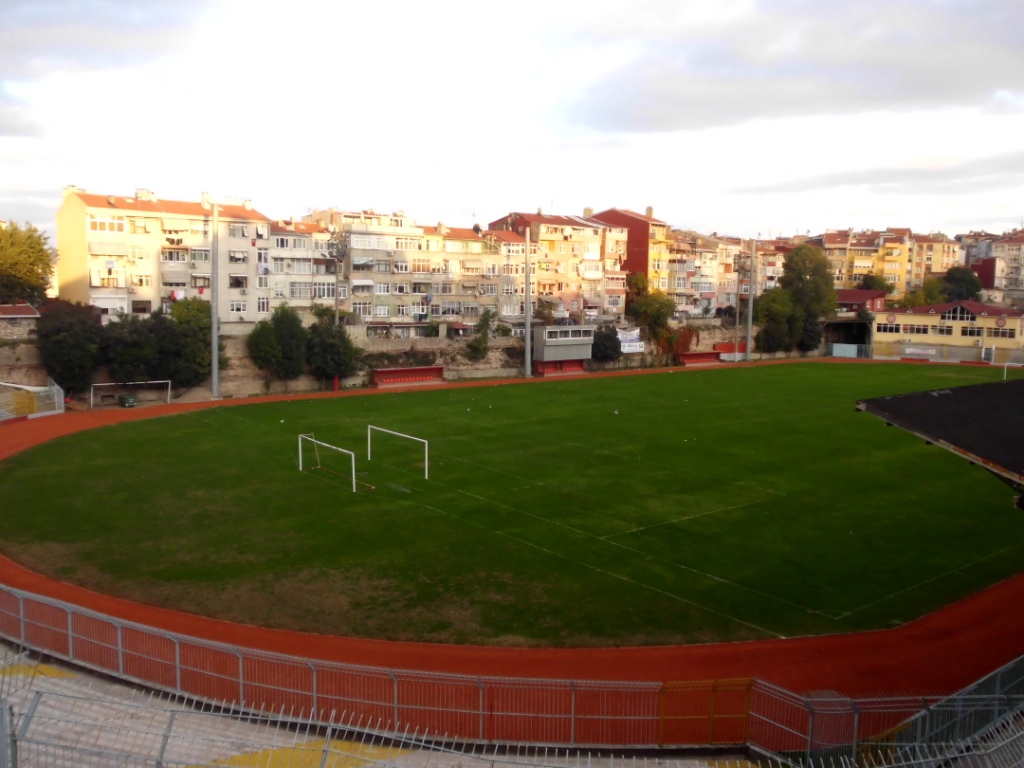
Das Karagümrük-Stadion von Westen. Hinter den Bäumen erkennt man die Reste der Wände der Zisterne.

Obwohl die Zisterne nach einer späten Überlieferung von dem römischen Kaiser Valens im 4. Jahrhundert erbaut worden sein soll, geht man heute davon aus, dass sie im Jahr 421 von dem praefectus urbi Aetios (lateinisch Aëtius) unter Kaiser Theodosius II. errichtet wurde. Die Zisterne wurde lange mit der Zisterne eines Patriziers Bonus oder der Zisterne des Aspar verwechselt. Erst in jüngster Zeit konnte die Identifikation sicher erfolgen. Das große Wasserreservoir verlief parallel zur nördlichen Abzweigung der großen Hauptstraße Mese, welche das Charisios-Tor mit dem Zentrum der Stadt verband und an der Apostelkirche vorbeiführte. Gefüllt wurde die Zisterne über die Hauptwasserversorgung des Valens-Aquädukts. Aufgrund der riesigen Ausmaße wurde die Zisterne häufig als Landmarke zur Identifizierung anderer Gebäude genutzt.
Nach der osmanischen Eroberung Konstantinopels im Jahr 1453 erzählte der französische Forschungsreisende Pierre Gilles, dass das Reservoir 1540 schon leer war und nicht mehr genutzt wurde. In der Zeit des osmanischen Reiches hieß der Ort Çukurbostan („versunkener Garten“) und wurde wohl für den Anbau von Gemüse genutzt.
In den 1920er Jahren wurde hier ein Fußballstadion errichtet, wo seit 1928 der Vefa S.K., heute Fatih Karagümrük SK, seine Heimspiele in der dritthöchsten türkischen Liga austrägt.

## Probleme bei der Identifizierung
Versuche, den Ort der Zisterne von Aetius zu identifizieren, begannen erst spät. Die Zisterne wurde erst mit einer Zisterne identifiziert, die sich in der Nähe des Porphyrogennetos-Palast (türkisch Tekfur Sarayı) befand und heute nicht mehr sichtbar ist, dann mit einer Zisterne im Hof der kleinen Kefeli-Moschee und schließlich mit der überwölbten Zisterne südöstlich des Çukurbostan am Charisius-Tor, auch bekannt als Zina Yokusu Bodrumi. Der Schlüssel für die endgültige Identifizierung des Ortes lag in der Information, dass sich die Zisterne des Aetius in der Nähe des Prodromosklosters befand, da dessen Standort im Tal zwischen fünftem und sechstem Hügel als sicher gilt.

## Beschreibung
Die rechteckige Zisterne besaß die gewaltigen Ausmaße von 244 Metern Länge und 85 Metern Breite und eine Oberfläche von mehr als 20700 m². Sie war zwischen 13 und 15 Meter tief. Das Fassungsvermögen lag so zwischen 250 und 300 Millionen Litern Wasser. Die Mauern waren bis zu 5,20 Meter dick und sind teilweise erhalten. Sie wurden in der römischen Mauertechnik opus listatum errichtet, indem man vier Reihen Ziegel mit zehn Reihen Werksteinen abwechselte und sich so ein gebändertes Muster entwickelte, das dem der Zisterne des Aspar gleicht. Es wurde die Hypothese aufgestellt, dass dieses Reservoir verwendet wurde, um den Graben der Stadtmauern mit Wasser zu versorgen, es ist aber plausibler, dass es ein zentrales Reservoir war, von dem aus das Wasser in der Stadt verteilt wurde.